# Mosteiro de Santo Tirso

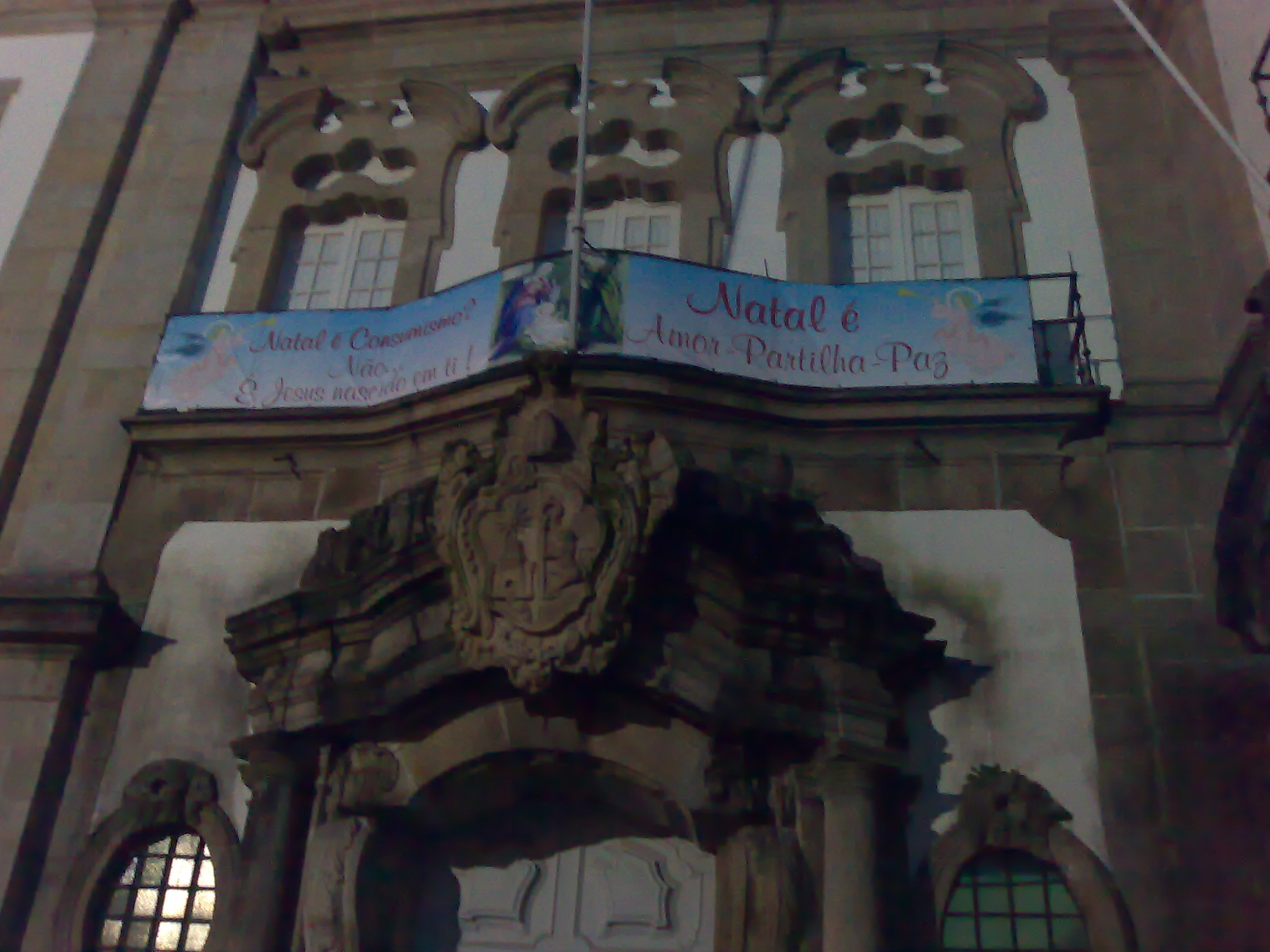
Pormenor do mosteiro

Mosteiro de Santo Tirso (ou também Mosteiro de São Bento) é um mosteiro localizado na freguesia de Santo Tirso, Couto (Santa Cristina e São Miguel) e Burgães, município de Santo Tirso, em Portugal, que foi da Ordem beneditina.
O Conjunto formado pela igreja do Mosteiro de São Bento, convento e respetiva cerca e cruzeiro processional está classificado como Monumento Nacional desde 1982.

## História
O mosteiro foi fundado por D. Unisco Godiniz e por Abunazar Lovesendes, primeiro senhor da Maia e ancestral desta família, em 978, conforme documento publicado por D. António Caetano de Sousa.
O Couto do mosteiro foi instituído e doado em 1097 pelos condes D. Henrique da Borgonha e sua esposa D. Teresa a D. Soeiro Mendes da Maia, que, por sua vez, o doou em 1098 ao D. Abade do mosteiro, Gaudemiro, tornando o mosteiro num dos mais poderosos do país, tendo obtido, inclusive, Bulas de protecção dos Papas Inocêncio III e Honório III. Em 15 de Outubro de 1385, e em 6, 7, 8 de Agosto de 1409 o mosteiro recebe a visita de D. João I.
No século XIV foi edificada a igreja monástica por benemerência de Martim Gil, conde de Barcelos. Desta igreja restam alguns vestígios arqueológicos.
A actual igreja matriz foi construída em 1659–79, com projecto de Frei João Turriano, filho de um arquitecto milanês, Leonardo Turriano. Possui planta de cruz latina e é de uma só nave. A fachada possui três nichos em que estão alojadas as esculturas de Santo Tirso ao centro, ladeado por S. Bento e Santa Escolástica. No tímpano encontra-se inscrita a data de 1679 que, hipoteticamente, representa o termo da construção da igreja.
Ao mosteiro pertenceram as terras do couto até ao século XIX, quando se deu a expropriação dos bens das ordens religiosas em 1834. Em 11 de Maio desse ano, 46 dias após a retirada dos monges de S. Bento, toma posse a Comissão Municipal interina do futuro concelho de Santo Tirso, a qual ficaria sediada num dos edifícios do mosteiro.
Após a secularização o mosteiro é dividido; uma parte fica para um particular, outra para repartições públicas (Câmara Municipal - nas antigas hospedarias conventuais, Tribunal e Administração do concelho) e o Asilo Agrícola Conde S. Bento, e uma última parte para residência paroquial.